# 曼日玛镇
曼日玛镇，是中华人民共和国甘肃省甘南藏族自治州玛曲县下辖的一个乡镇级行政单位。
2017年3月15日，甘肃省民政厅批复同意撤销曼日玛乡，设立曼日玛镇。

## 行政区划
曼日玛镇下辖以下地区：
智合桃村、耀达尔村、尕加村、斗隆村和强茂村。